# Выездные

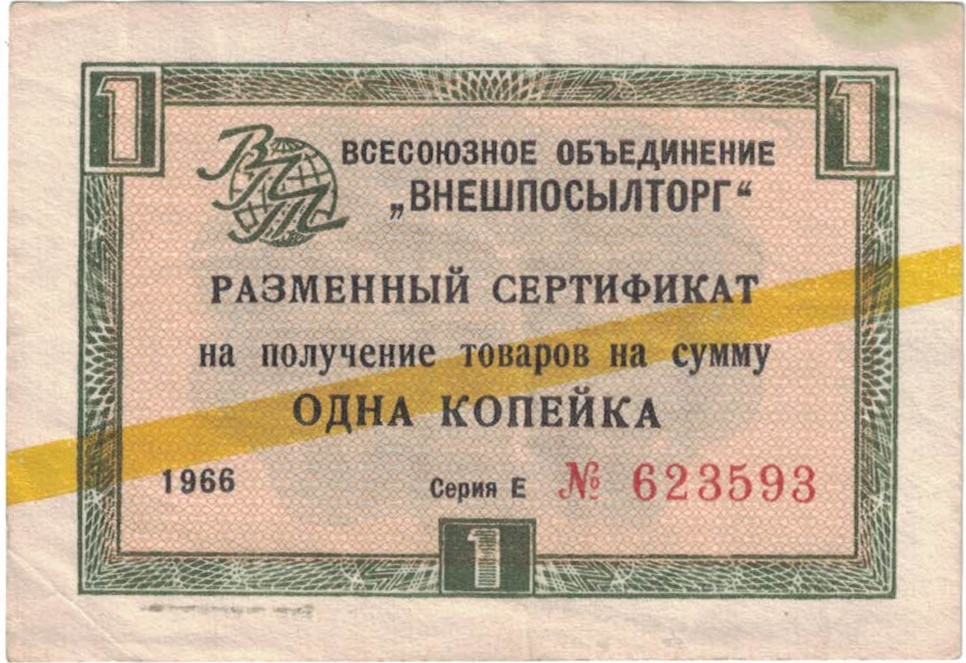
Чек «Внешпосылторга» стоимостью одна копейка для отоваривания в магазинах «Берёзка»

«Выездные» (официально именовавшиеся более узким термином — «загранработники») — особая привилегированная категория советского населения и населения стран соцлагеря, обладавшая возможностью легально выезжать за пределы своих стран и работать за рубежом (прежде всего — в капстранах, но для советского населения работавшие на территории соцлагеря тоже относились к «загранработникам»). 
Под загранработниками понимали прежде всего сотрудников советских организаций за рубежом и торговых представителей, номенклатурных деятелей и членов их семей, но также под ними понимались артисты, гастролировавшие за рубежом, спортсмены различных сборных команд, моряки дальнего плавания, персонал международных авиалиний Аэрофлота, и другие допущенные к поездкам за рубеж группы населения. На партийном канцелярите советские люди подразделялись на «выездных» и «невыездных», последние составляли более 99% населения страны. При этом, понятие «выездные» намного шире понятия «загранработники», и далеко не всегда ассоциировались с МИД СССР, поскольку даже в МИД большинство сотрудников составляли невыездные, кроме того, если понятие «загранработники» охватывало только специалистов, то к выездным относились также члены семей. В свою очередь, выездные делились на тех, кто ездил в развивающиеся страны, и тех, кто выезжал в страны Запада. Выезду предшествовал тщательный отбор и длительные проверки. 
В отличие от граждан капиталистических стран, пребывание за рубежом советских граждан не являлось бесконтрольным, а проходило под пристальным надзором сначала ВЧК-ОГПУ, затем НКВД и КГБ. Само же деление населения на «выездных» и «невыездных», являвшееся неотъемлемой частью советских реалий, было не просто неконституционным, оно не прописывалось ни одним нормативно-правовым актом, — даже сам термин «загранработник», при том, что он употреблялся на официальном уровне, не был прописан никаким законом, — более того, сам принцип такого деления прямо нарушал принятую Советским Союзом Всеобщую декларацию прав человека. С упразднением института «выездных» в 1990-е гг. связан феномен челноков и массовой эмиграции россиян за рубеж.
Непосредственная оплата труда загранработников производилась либо (очень редко) принимающей стороной в местной валюте страны пребывания («инвалю́те»), либо советской стороной в чеках Внешпосылторга и Внешторгбанка (именовавшихся на сленге загранработников «твёрдой валютой»), инвалютных рублях или в советских рублях (именовавшихся на сленге загранработников «деревянными») на сберкнижку, в зависимости от конкретных обстоятельств пребывания за рубежом. Взаиморасчёты производились главным образом безналичным способом, оплата наличными на руки имела место в редких случаях.
Кроме самого СССР и советских сателлитов в Восточной Европе (в меньшей степени), такая же практика была введена в Югославии, МНР, КНР, КНДР, ДРВ и некоторых так называемых «странах социалистической ориентации».

## Допуск
Вообще, население СССР тогда можно было поделить на выездных и невыездных. Выездные — щеголяли в джинсах, а дома у них был телевизор «Шарп». В свою очередь, выездные делились на тех, кто ездил по контракту в страны третьего мира, такие, как Ливия, Йемен или, не дай бог, Афганистан, и тех, кто имел возможность выезжать в капстраны. Легальных прикрытий для того, чтобы ездить, навыдумывали море. Например, Фонд защиты мира — отличная крыша. Все жёны партаппаратчиков там! Устраивают конференции по защите мира в разных странах, например в Великобритании, Швеции, США, Израиле, выезжают туда целыми группами. Чаще всего конференции, в том числе и присутствие там зарубежных гостей, оплачивает либо сам фонд, либо — из средств ЦК КПСС. Красота! Какая там защита Родины, какое продвижение интересов СССР — люди отдохнуть да закупиться ездят!

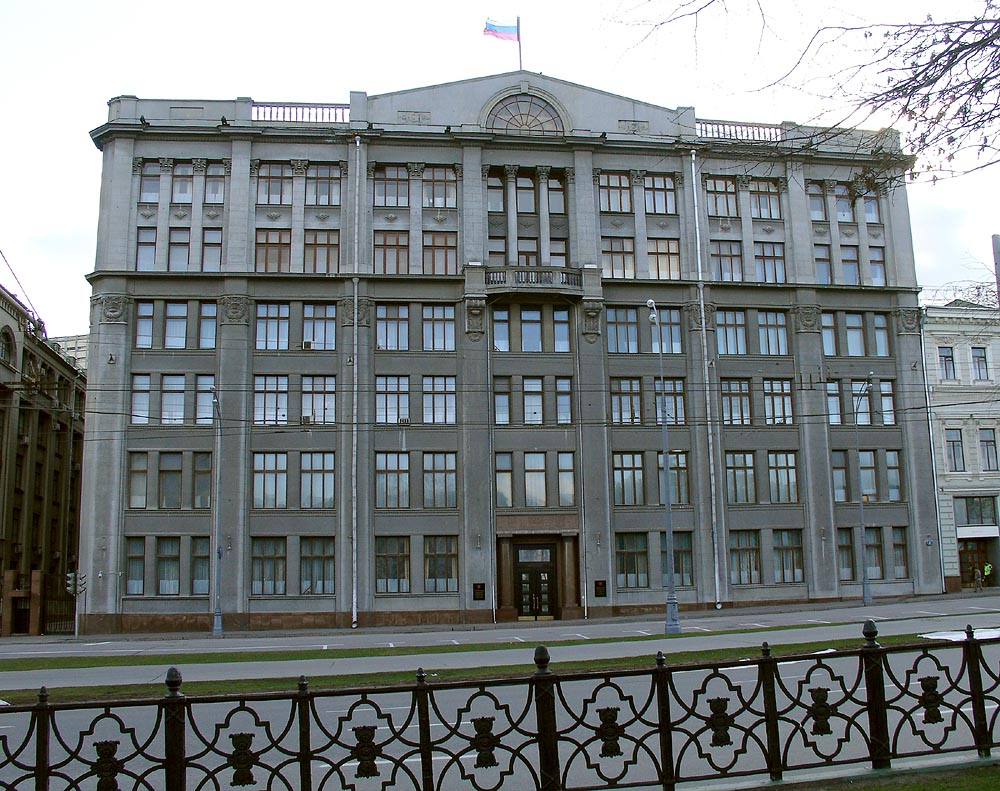
Здание, в котором располагалась Комиссия по выездам за границу

Поездки советских граждан за границу в сталинское время, до второй половины 1950-х гг. (помимо персонала совпосольств и торгпредств) носили единичный характер, однако, после смерти Сталина и начала «хрущёвской оттепели» начались систематические поездки советской партийной элиты за рубеж, позднее распространившиеся и на номенклатурную обслугу. На тот момент выезду предшествовал строжайший партийно-идеологический отбор. По мере установления СССР отношений с зарубежными странами, количество «выездных» увеличивалось. Лица, намеревавшиеся получить выездную визу для работы за рубежом, в обязательном порядке проходили собеседование в органах государственной безопасности, по результатам которого принималось решение давать им визу на выезд или нет, а в работающий за рубежом коллектив так же в обязательном порядке входил куратор от органов госбезопасности (представитель «Второго отдела»), надзиравший за поведением выехавших за границей и принимавший решение о досрочном возвращении назад, если он усмотрит в их поведении нечто противоречащее текущим установкам. Были установлены сроки подачи в контролирующие инстанции соответствующих выездных документов для разных категорий населения, но не менее, чем за полтора месяца до планируемой поездки. Контролем поездок советских граждан за границу ведала Комиссия по выездам за границу, занимавшая отдельное здание на Старой площади в Москве, напротив входа в столовую ЦК КПСС, аппарат которой составляли наполовину сотрудники ЦК, наполовину КГБ (фотографировать это здание строго запрещалось). До неё, в первые годы советской власти, эту функцию выполнял Особый отдел Всероссийской чрезвычайной комиссии. Поэтесса Анна Ахматова так характеризовала это явление: „«Выездные» — все, кого и не ждали, или, ещё более точно, все, кого и не звали; «невыездные» — те, которым указано всюду отсутствовать“.
С брежневских времён поведение советского гражданина за границей регламентировались специальными правилами, которые являлись секретным документом, ознакомиться с которым можно было только в партийных учреждениях. За разглашение их текста, а равно и самого факта их существования была предусмотрена уголовная ответственность (ст. 75 УК РСФСР), случаи утери этих правил особо тщательно расследовались. Владимир Высоцкий очень рисковал, когда исполнил свою песню «Инструкция перед поездкой за рубеж».

## В произведениях искусства

### Кинематограф
- «Москва на Гудзоне» (США, 1984).
- «Интердевочка» (1989).
- «Афганский излом» (1991).

### Музыка
- Владимир Высоцкий — «Инструкция перед поездкой за рубеж, или Полчаса в месткоме» (1974).
- Лимонадный Джо — «Стой, Кто Идёт!?» (1989).